# 伊東祐春
伊東 祐春（いとう すけはる）は、江戸時代前期の武士。江戸幕府旗本。家格は表向御礼衆交代寄合。日向国飫肥藩分家である表向御礼衆交代寄合の伊東氏の祖。

## 経歴
伊東祐久の三男として誕生した。
明暦2年（1656年）8月15日、将軍・徳川家綱に初お目見えした。翌明暦3年（1657年）12月27日、兄の祐由より那珂郡上東村、本郷北方村のうち3千石を分地され、江戸幕府の表向御礼衆交代寄合となり、飫肥城下に居住した。寛文3年（1663年）4月、私領地の視察を許可された。これ以降、私領視察は交代寄合伊東氏の慣例となった。
元禄13年（1700年）12月5日、隠居した。長男の祐崇は飫肥藩を継いだ祐春の弟の祐実の養子となったため、当家の家督は次男の祐連が継承した。享年72。